# Стара црква у Крагујевцу
Стара (Придворна) црква у Крагујевцу се као део културно-историјског комплекса „Милошев венац“, налазе као јединствена целина на списку непокретног културног добра као споменик културе од великог значаја.

## Стара (Придворна) црква
Стара (Придворна црква) је подигнута 1818. године, на месту некадашњег гробља. Као ктитор храма Кнез Милош Обреновић је ангажовао најбоље мајсторе нити жалио средства за изградњу. Црква је посвећена Силаску Светог Духа на апостоле. Задужбина кнеза Милоша реконструисана је неколико пута. Године 1829. први пут су зазвонила звона са ове цркве.
Стара црква је била прва митрополитанска, катедрална и дворска црква у ослобођеној Србији. У њеној порти су прокламоване готово све важне одлуке за српски народ, хатишерифи, устави. Ту је одржана Сретењска скупштина 1835. године на којој је донет Први српски Устав. Сва скупштинска заседања до 1859. године су одржавана у порти цркве, а од те године у новоизграђеној скупштинској згради.

## Зграда старе скупштине
Зграда старе скупштине је подигнута 1859. скупштинско здање у порти старе цркве, крај места где су се одржавала прва скупштинска заседања и где је 1835. обнародован први српски устав – Сретењски.
Подигнута је као приземна грађевина правоугаоне основе, плитких темеља од ломљеног камена, зидова од опеке, поједностављеног изгледа, без декоративних елемената осим плитких пиластара. Сала за заседања замишљена је као пространа дворана са стубовима. зграда је од посебног значаја за историју српског народа, јер је прва ове врсте подигнута у Србији. У њој су одржана заседања и донете одлуке које су утицале на развој историјских догађаја и судбину државе и народа, као објављивање рата Турској 1876. и саопштавање услова Берлинског конгреса о независности Србије и територијалном проширењу. 
Грађевина је временом претрпела веће промене, па је после конзерваторских радова 1984–92. и 1998. овде смештена стална музејска поставка.

## Галерија
- Црква силаска Свтог духа на апостоле
- Иконостас и живопис
- Иконостас
- Живопис
- Звоник
- Сведочанство о пријему Берлинског уговора
- Сведочанство о надоградњи цркве
- Детаљ израде врата